# Cantone di Bry-sur-Marne
Il Cantone di Bry-sur-Marne era una divisione amministrativa dell'arrondissement di L'Haÿ-les-Roses.
È stato soppresso a seguito della riforma complessiva dei cantoni del 2014, che è entrata in vigore con le elezioni dipartimentali del 2015.
Comprendeva il comune di Bry-sur-Marne e la parte settentrionale del comune di Champigny-sur-Marne.